# Carsten Fredgaard
Carsten Fredgaard (født 20. maj 1976) er en tidligere professionel fodboldspiller fra Danmark.

## Klubkarriere
Han blev årets pokalfighter i 2006, da han med Randers FC slog Esbjerg fB 1-0 i pokalfinalen efter forlænget spilletid.
I 2016 blev han en del af amatørfodboldholdet FC Græsrødderne.

## Landskampe
A-Landskampe
- 1 (0-0 mod Holland i 1999, blev indskiftet i 46. minut)

U-21 Landskampe
- 10 (2 sejre 1 uafgjort og 7 nederlag)

U-19 Landskampe
- 3 (2 sejre 0 uafgjorte og 1 nederlag)